# 김천여자중학교
김천여자중학교(金泉女子中學校)는 대한민국 경상북도 김천시 성내동에 있는 공립 중학교로, 이 학교는 아직 일제 강점기 시대였던 1935년 4월 23일에 경북김천고등여학교로 첫 개교되었다.

## 학교 연혁
- 1935년 4월 2일 : 김천공립고등여학교 4학급 설립인가
- 1935년 4월 23일 : 김천고등여학교 개교
- 1946년 1월 26일 : 경상북도로 이관되어 김천여자중학교로 개칭
- 1951년 9월 1일 : 김천여자중학교 9학급 설립 인가
- 1970년 9월 5일 : 김천여자 중. 고등학교 분리
- 1995년 12월 19일 : 학교 이전(모암동 100번지에서 성내동 51번지로)
- 2003년 12월 26일 : 목향관 준공식
- 2004년 10월 13일 : 신관 3층 4실 증축
- 2011년 8월 22일 : 급식소 증개축
- 2013년 1월 30일 : 교과교실제 구축
- 2018년 2월 6일 : 도서관 리모델링
- 2021년 6월 17일 : 그린스마트 미래학교 사업 선정
- 2022년 3월 1일 : 제36대 권기승 교장 취임
- 2024년 1월 9일 : 제86회 졸업식(졸업생 110명, 누계 20,703명)
- 2024년 3월 4일 : 제89회 입학식(입학생 100명)

## 참고 자료
- 김천여자중학교 - 한국교육학술정보원 학교알리미